# Arroz rojo
El arroz rojo, mexicano o a la mexicana es un plato típico de la cocina mexicana y con diferentes variaciones según el lugar, aunque básicamente consiste en arroz preparado en una salsa de tomate (tomate rojo). Generalmente no se consume como plato único sino como acompañamiento de otros platos. 
La preparación es similar a la del arroz blanco, solo que en vez de cocerse en agua, se cuece en un caldo de jitomates licuados con ajo, cebolla, chile y/o hierbas aromáticas. El arroz se cuece tapado en la olla hasta que absorba todo el caldo. Otro método de preparación consiste en saltear el arroz en un sartén con poco aceite o mantequilla para nacararlo, y luego se le añade la salsa, o bien agua o caldo de pollo con los jitomates picados. Según el gusto de cada hogar, el plato se puede enriquecer con chícharos, elote, papas, rajas o incluso queso. 
En las áreas culturales mayas (Chiapas, Tabasco y península de Yucatán) se le suele agregar pasta de achiote, que es muy aromático y de sabor intenso, además de un colorante rojo natural.
El arroz rojo se puede encontrar con frecuencia en los menús de comida corrida como segundo tiempo, tras la sopa y antes del plato fuerte. Junto con los frijoles, son la guarnición más clásica de este país para acompañar carnes y pescados, o también para rellenar los tacos. 

## Arroz rojo en otros países

### Estados Unidos
En la gastronomía Tex-Mex estadounidense se suele encontrar como Spanish rice, a pesar de que esta preparación no se conoce en España. En esencia es la misma preparación.
Una preparación llamada red rice ('arroz rojo') es popular en la región Lowcountry de Carolina del Sur. Es uno de los platos más básicos para la población afroestadounidense gullah, descendientes de esclavos negros que fueron traídos a América para trabajar en los campos de arroz y que trazan sus orígenes a los wólof y otros pueblos oriundos del Senegal. También se puede encontrar como gullah rice. El arroz rojo gullah toma su color colorado de una salsa a base de pasta de tomate y especias, e incluye cebolla, pimiento verde y otras verduras, salchichas ahumada estilo Andouille y ajo. Se cree que este plato es un derivado del arroz jollof, o quizá de la thieboudienne, ambos muy tradicionales de la gastronomía senegalesa.

### Irán
En la gastronomía iraní, un plato similar se llama Estanboli polo (en persa, استانبولی پلو). Se remonta a la dinastía Kayar (siglo XIX). En Occidente, este plato se conoce como «arroz con tomate persa». Se cree que el nombre proviene de la variedad de patatas que se usan en el plato, llamada Estambul. También suele incluir ejote (judías verdes), entonces se denomina loubia polo, y se acompaña de mast jiar (preparación de yogur similar al jocoque) y/o tursu kalam (col en escabeche).

### Islas Marianas
En la gastronomía chamorra de las Islas Marianas del Norte y Guam, un plato que acompaña a muchas comidas es el red rice ('arroz rojo'), llamado localmente hineksa’ aga’ga’ (en chamorro). Para los chamorros, el arroz es, y ha sido durante siglos, un alimento básico de su dieta. El colorante rojo viene dado por el uso de achiote, el cual llegó a las islas desde México, y también incluye cebolla y especias. Es similar a otra preparación de arroz llamada Spanish rice (inglés) o balensiåna (chamorro); este nombre proviene de «arroz a la valenciana», evidenciando su pasado colonial, y guarda mucha relación con el arosbalensiyana consumido en la vecina Filipinas.